# 長白羽神
長白羽神（ナガシナハノカミ）為日本神話中出現的紡織之神，別名有天白羽命、天白羽鳥命等，相傳是伊勢國神麻積部（いせのうみ）之祖神。

## 概要

### 古語拾遺之記載

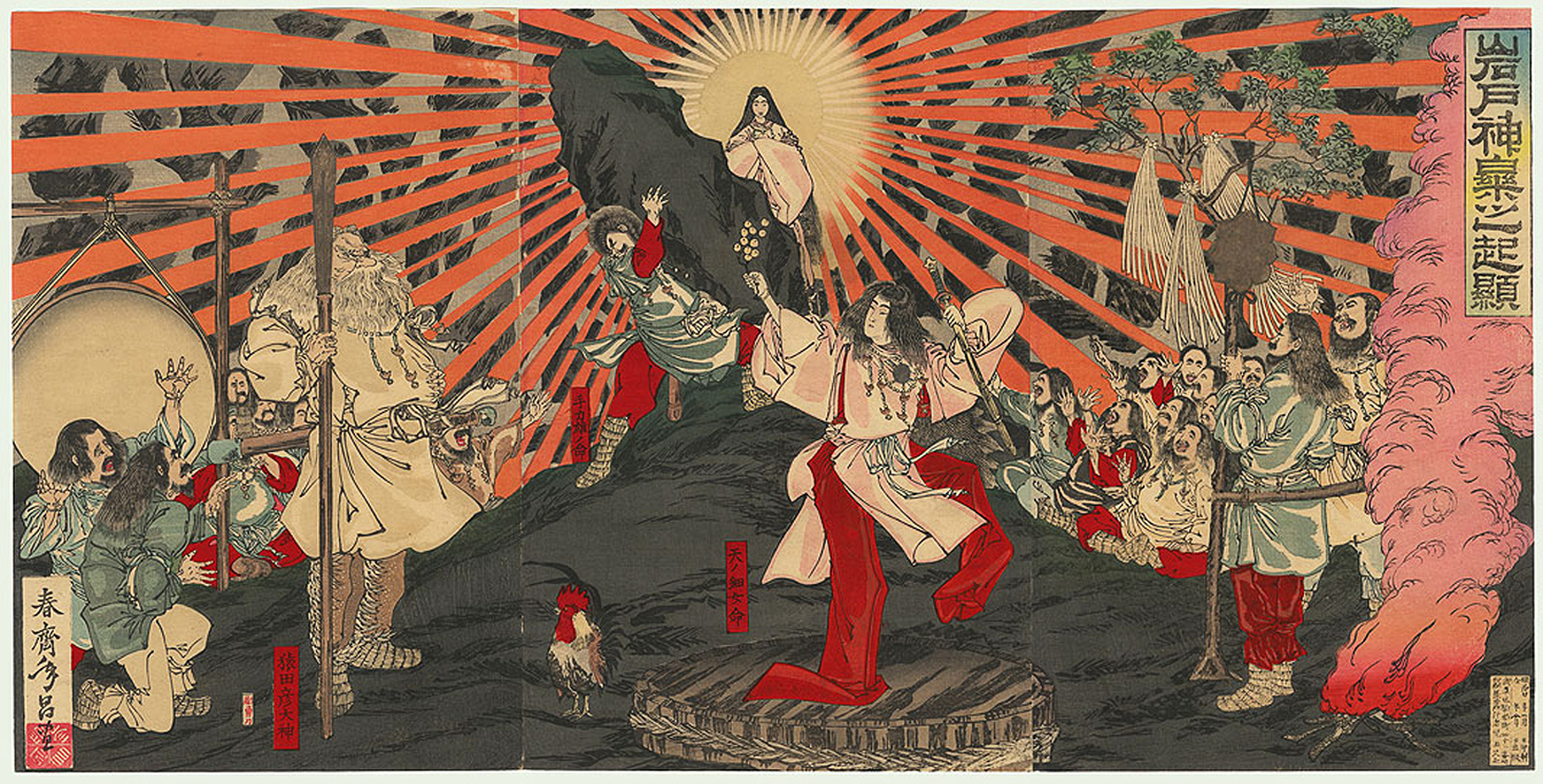
天照大神步出天岩戶的剎那

依據《古語拾遺》的記載，天照大神因素戔鳴神胡作非為，嚇得躲入大石窟，高皇產靈神便集合八十萬眾神共同協商。思兼神建議太玉神率眾製造和幣、石凝姥神取天香山之銅鑄造日像之鏡、'長白羽神種麻以織作青和幣、天日鷲神和津咋見神種植穀木以作白和幣、天羽槌雄神織文布、天棚機姬神織神衣、櫛明玉神作八坂瓊襲五百箇御統玉、手置帆負命和彥狹知命二神以天御量伐大峽小峽之木材而造瑞殿，兼作御笠、矛、盾等、天目一箇神作雜刀、斧及鐵鐸。於是掘天香山之五百箇真賢木，上枝懸玉、中枝懸鏡、下枝懸青白和幣，由太玉命捧持，而天兒屋命口誦祝詞祈禱。

## 解說
日本古代將白色衣物稱為「白羽」，其源由便是長白羽神。神麻續機殿神社（位於三重縣松阪市）向伊勢神宮納貢的「荒妙」（あらたえ，又可寫成和妙、麁服，一種奉獻給神明穿著的織物），乃由神麻續部（かんおみべ，亦寫成神麻績部）之氏族負責製作，相傳長白羽神是他們的祖神。

## 信仰
在日本主祭長白羽神的神社主要有下列：
- 天志良波神社（茨城縣常陸太田市白羽町）

## 內部連結
- 天羽槌雄神
- 栲幡千千姬命
- 布刀玉命
- 天白信仰

## 外部連結
- （日語）名居神社 （页面存档备份，存于）
- （日語）名居神社